# Tajga zolotaja
Tajga zolotaja (Тайга золотая) è un film del 1937 diretto da Gennadij Sergeevič Kazanskij.